# Frederick Scott Archer
Frederick Scott Archer (Bishop's Stortford, 1813 — 1857) foi um escultor inglês que inventou em 1851 a emulsão de colódio úmida, método que viria substituir os processos utilizados pelo daguerreótipo e o calótipo (origens da fotografia).
O processo consistia em uma solução de piroxilina em éter e álcool, adicionada com um iodeto solúvel, com certa quantidade de brometo, e cobria uma placa de vidro com o preparado. Na câmara escura, o colódio iodizado, imerso em banho de prata, formava iodeto de prata com excesso de nitrato. Ainda úmida, a placa era exposta à luz na câmara, revelada por imersão em pirogalol com ácido acético e fixada com tiossulfato de sódio. Em 1864 o processo foi aperfeiçoado e passou-se a produzir uma emulsão seca de brometo de prata em colódio. 
Em 1871 Richard Leach Maddox fabricou as primeiras placas secas com gelatina em lugar de colódio. Em 1874 as emulsões passaram a ser lavadas em água corrente, para eliminar sais residuais e preservar as placas.